# كيتارو
كيتارو (喜多郎? ولد 4 - فبراير -1953) عازف وملحن ياباني، اشتهر في سبعينات وثمانينات القرن الماضي. من أول إصداراته ألبوم سماوات، وهو عمل موسيقي مؤلف من متتالية لآلة السنثسيزر، أنتجته هيئة الإذاعة اليابانية، كما كلفت الهيئة كيتارو تأليف الموسيقى التصويرية لبرنامج طريق الحرير وهو برنامج وثائقي طويل يسرد المشاريع الثقافية في العالم

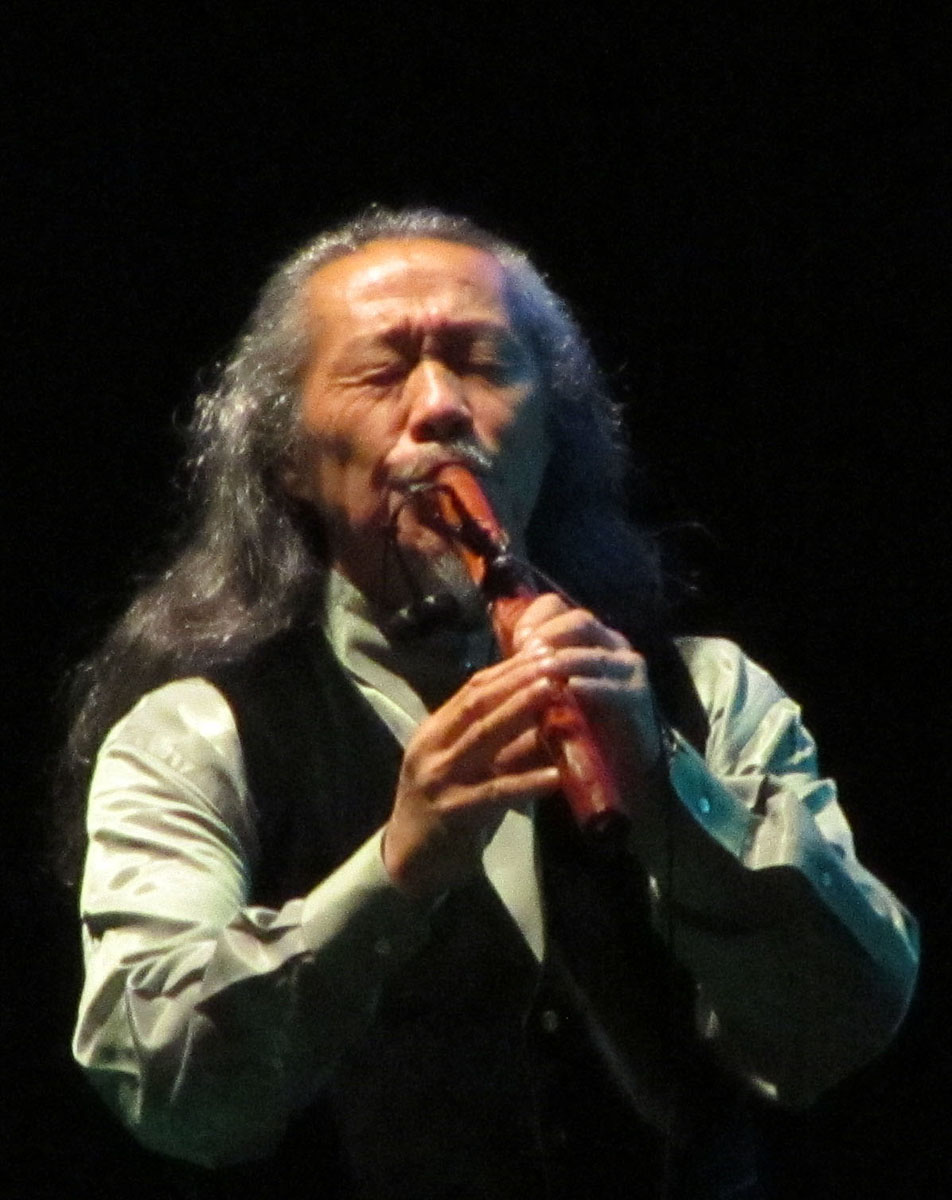
كيتارو في حفلة طهران 2014

## حياته الفنية
ولد كيتارو في مدينة تويوهاشي اليابان في 4 شباط/فبراير 1953. ولم يتلق تعليما موسيقيا بل تعلم بنفسه العزف على القيثار، وخلال إحدى زياراته للمدن الآسيوية تعرف على آلة الساينتيسايزر، وهي آلة إلكترونية ذات أصوات حالمة رافقت كيتارو طوال مشواره الموسيقي.
خلال ثمانينات القرن الماضي كانت مؤلفات كيتارو توزع في الغرب بواسطة شركة بوليدور وكوكوك (لاين). وفي عام 1986 وقع كيتارو عقدا ضخماً مع شركة غيفين للتسجيلات الصوتية، مما أكد مكانته الموسيقية كواحد من أهم موسيقيي العصر الجديد في العالم.

## من أعماله
1. المساء المسحور 1995
2. الجنة والأرض 1993
3. ضوء الروح 1987
4. تينكو 1986
5. نحو الغرب 1986
6. قصة بدر 1987

## الجوائز التي حصل عليها
تم ترشيح كيتارو لجائزة غرامي ستة عشر مرة في حياته وقد حصل عليها في عام 2001 عن ألبومه Thinking Of You

## صفحات ذات صلة
طريق الحرير - كيتارو 
كيتارو موسيقي ياباني 

## روابط خارجية
- كيتارو على موقع IMDb (الإنجليزية)
- كيتارو على موقع ميوزك برينز (الإنجليزية)
- كيتارو على موقع أول موفي (الإنجليزية)
- كيتارو على موقع أول ميوزيك (الإنجليزية)
- كيتارو على موقع ديسكوغز (الإنجليزية)
- كيتارو على موقع قاعدة بيانات الفيلم (الإنجليزية)